# Limodorinae
De Limodorinae vormen een subtribus van de Neottieae, een tribus van de orchideeënfamilie (Orchidaceae).
De naam is afgeleid van het geslacht Limodorum.
Het zijn voornamelijk terrestrische orchideeën (aardorchideeën) die in bossen voorkomen. In verschillende geslachten van deze groep (Epipactis, Limodorum) komen mycoheterotrofe soorten voor (epiparasieten).
De subtribus bevat vier geslachten met in totaal een 120 soorten orchideeën.
Drie van deze geslachten komen ook in Europa voor.

## Geslachten
- Geslachten:
  - Aphyllorchis
  - Cephalanthera (bosvogeltjes)
  - Epipactis (wespenorchissen)
  - Limodorum

Subtribus Limodorinae 

Geslachten: Aphyllorchis · Bosvogeltje (Cephalanthera) · Wespenorchis (Epipactis) · Limodorum

Subtribus Listerinae 

Geslachten: Neottia · (Keverorchis (Listera))

Subtribus: Onbepaald 

Geslacht: Palmorchis